# Roland Gremet
Roland Gremet est un dessinateur français.

## Biographie
Il propose ses premières planches au Journal de Tintin, avec lequel il collabore jusqu'en 1984. Pilote lui propose de développer ses propres personnages, et en 1985 il publie Les nouvelles aventures de Fripounet et Marisette. 
Quelques années plus tard, il devient professeur à l'école des Beaux-Arts de Reims.